# فرودگاه الله‌آباد

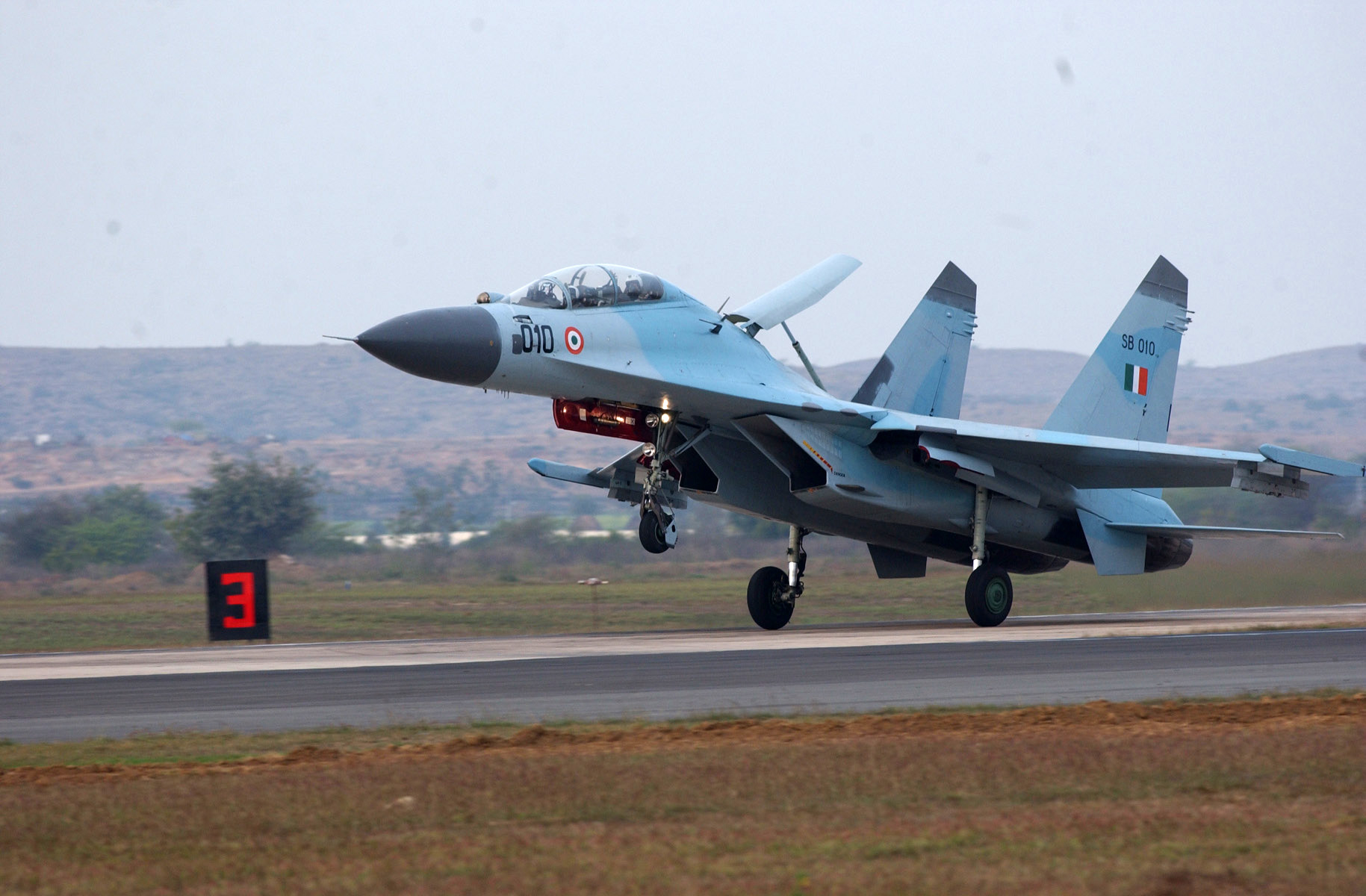

فرودگاه الله‌آباد (به انگلیسی: Allahabad Airport) (به زبان بومی: इलाहाबाद एयरपोर्ट) یک فرودگاه نظامی و همگانی با کد یاتا IXD است که یک باند فرود بتن دارد و طول باند آن ۱۴۶۳ متر است. این فرودگاه در شهر الله‌آباد (هند) کشور هند قرار دارد و در ارتفاع ۹۸ متری از سطح دریا واقع شده‌است.

## شرکت‌های هواپیمایی و مقصدهای پروازی
| شرکت‌های هواپیمایی  | مقصدهای پروازی |
| ------------------ | -------------- |
| ایر ایندیا رجیونال | ایندیرا گاندی  |